# Jeanne du Monceau de Tignonville
Jeanne du Monceau de Tignonville (1555 Pau – po roce 1599 Navarrské království), známá také jako La petite Tignonville, byla sňatkem hraběnkou z Panjasu a krátce v roce 1581 byla také milenkou francouzského krále Jindřicha IV.

## Život
Jeanne byla dcerou Lancelota du Monceau, pána de Tignonville, a jeho manželky Marguerite de Selves. Její matka byla vychovatelkou Kateřiny Bourbonské, sestry Jindřicha IV., a tak Jeanne vyrůstala společně s pozdějším navarrským regentem, Dianou d'Andouins a Luisou de Coligny na hradě Pau.  Později, díky vlivu své matky, se stala čestnou dámou Kateřiny Bourbonské.
Během jednoho ze svých pobytů v Pau na konci roku 1576 či na počátku roku 1577 se do ní Jindřich IV. zamiloval.  Tehdy 22letá Jeanne však svodům odolala. Teprve když se 7. února 1581 v Paříži provdala za Françoise Jeana Charlese de Pardaillan, hraběte de Panjas podlehla svodům francouzského krále. U příležitosti svatby byla Jeanne Jindřichem velkoryse obdarována, zatímco její manžel dostal vysoce a dobře placené posty. Král Jean při této příležitosti daroval 12 000 livrů.  V následujících letech využila Kateřina svého postavení na královském dvoře k hromadění bohatství pro sebe a svou rodinu. Dary, které obdržela během svého působení jako čestná dáma, byly tak přemrštěné, že v roce 1609 byl učiněn pokus o jejich zrušení soudy. 
Pár cestoval po celé zemi spolu s králem Jindřichem, takže jejich šest dětí se narodilo v různých městech. Jejich potomci byli:
- Henri (* 1582) de Pardaillan
- Louis (* 1583; † 1607) de Pardaillan
- Henri (* 1587) de Pardaillan
- Henriette (*1590; † 1609) de Pardaillan, ⚭ 1) 1609 Gédéon d'Astarac, baron de Fontrailles, ⚭ 2) Henri de Baudean, hrabě de Parabère
- Catherine (* 1592) de Pardaillan
- Jeanne (* 1599) de Pardaillan

Její nejmladší dcera Jeanne se narodila po smrti svého otce jako pohrobek. Jeanne de Laval ji následovala za několik let.